# Arkadi Kremer
Pour les articles homonymes, voir Kremer.
Arkadi Kremer (aussi appelé Aleksandr Kremer ou Solomon Kremer) est né le 25 août 1865, à Sventsian, près de Vilna, aujourd'hui Švenčionys, près de Vilnius, Lituanie. Il est mort à Vilnius le 20 septembre 1935. De plus, il a été un dirigeant socialiste juif dont l'un des fondateurs du Bund. Il était surnommé « Der Tatè », c'est-à-dire le père du Bund.

## Biographie

### L'étudiant radical
Arkadi Kremer est né dans une famille religieuse. À 12 ans, il s'installe à Vilna et mène des études à la Realschule (école secondaire). Kremer étudie ensuite à l'Institut technologique de Saint-Pétersbourg et à l'Institut polytechnique de Riga. Au cours de ses études, Kremer s'implique dans l'action politique étudiante radicale et se lie à l'organisation polonaise marxiste « Prolétariat ». Il est arrêté une première fois en 1889. Après un certain temps en prison, il est condamné à l'exil administratif et interdit de séjour à Saint-Pétersbourg. Il retourne à Vilnius en 1890, où il rejoint l'un des premiers cercles marxistes.

### Le leader d'un cercle social-démocrate juif
À Vilnius, Kremer devient rapidement le leader reconnu du Groupe de Vilna, un cercle de Juifs sociaux-démocrates à partir duquel le Bund s'est formé par la suite. Il a contribué à persuader les marxistes juifs (et social-démocrates russes en général) de passer la tactique de la « propagande » à « l'agitation » : de l'organisation de petits cercles d'étude clandestine à celle d'un mouvement révolutionnaire de masse. Il jette ainsi les bases d'un parti de masse. Il s'agit de mobiliser les travailleurs dans leur lutte pour de meilleures conditions de travail, des salaires plus élevés, etc. Dans le cadre de cette lutte, ils développent une conscience de classe et une compréhension des contradictions du capitalisme, aboutissant finalement à leur organisation politique et au renversement du système capitaliste. Arkadi Kremer a plaidé pour cette tactique dans une brochure sur l'agitation (« Ob Agitatsii »), parue en 1893, rédigée avec le futur chef des mencheviks Martov. Ce texte est connu comme le « Programme de Vilna » et a fortement influencé le mouvement marxiste russe et les jeunes marxistes comme Lénine.

### La tentation «économiste»
Il a également influencé la fraction dite « économiste », qui, contrairement à Lénine et Martov, a tiré, de la brochure de Kremer, l'idée  que la priorité n'est pas d'organiser un parti ouvrier, mais la nécessité de se concentrer sur l'aspect « économique » des luttes à partir desquelles un tel parti pourrait un jour émerger. Le conflit sur « l'économisme » a été l'une des premières controverses majeures entre social-démocrates russes et à certains égards préfigure celui entre bolcheviks et mencheviks.
Pendant ces années passées à Vilnius, Arkadi Kremer rencontre et épouse Pati Matle Srednitskaia (ou Srednicki) (1867-1943), une militante révolutionnaire.
Dans un premier temps, Kremer semble avoir été enclin à favoriser cette action « économiste » sur l'agitation politique. Comme les cercles ouvriers juifs prolifèrent dans les villes russes, lituaniennes et polonaises, certains camarades de Kremer appellent à la création d'un parti social-démocrate unifié juif. Kremer initialement rejette cette idée, estimant qu'un parti politique sera le résultat organique de la lutte économique des travailleurs.

### La fondation du Bund
Le doyen du marxisme russe, Gueorgui Plekhanov, a contribué à persuader Arkadi Kremer de changer de point de vue. Le fait que les travailleurs juifs en Russie ne pourraient s'affilier à la Deuxième Internationale, s'ils n'avaient pas un parti, semble avoir pesé sur Kremer. Ainsi, en septembre 1897, Arkadi Kremer et ses camarades fondent l'Union générale des travailleurs juifs (Bund) à Vilnius. Kremer est l'un des trois membres de son premier Comité central et est largement respecté en tant que leader du Bund. Dans le même temps, Arkadi Kremer a choisi le nom de « Bund », car il impliquait une organisation fédérale plus souple que s'il avait utilisé le mot « parti ». Toutefois, Kremer maintient des contacts étroits avec l'ensemble du mouvement social-démocrate de Russie. Il met moins l'accent sur le nationalisme culturel juif et sur l'autonomie que ne le feront de jeunes leaders bundiste comme M.I. Liber, par la suite.
Le Bund entre en concurrence avec, d'une part, des groupes influencés par le populisme russe (tels les non-marxistes « travailleurs juifs du Parti des Travailleurs pour la libération politique de la Russie » menés par M.A. Natanson, à Minsk), et, d'autre part, avec l'organisation du travail sioniste comme Poale Zion. Bien que certains jeunes bundistes soient influencés par le sionisme et que le Bund ait insisté sur son autonomie organisationnelle et sur l'indépendance culturelle juive, le Bund rejette le « séparatisme » juif et l'idée de créer un État juif en Palestine.

### Au sein du Parti ouvrier social-démocrate de Russie
En 1898, Kremer contribue à réunir les différents groupes sociaux-démocrates dans l'empire russe et parmi les exilés russes à l'étranger, pour former le Parti ouvrier social-démocrate de Russie (POSDR). Le Bund est l'une des organisations constitutives du POSDR, et, selon lui, une organisation autonome au sein du POSDR. Arkadi Kremer assiste au congrès de fondation du POSDR à Minsk et est élu à son premier et bref Comité central. Presque aussitôt, le Comité, y compris Arkadi Kremer, est arrêté, laissant le jeune parti en plein désarroi. En prison, Kremer poursuit ses études technologiques et mathématiques visant à développer un système de cryptographie et d'une machine de codage qui seront largement utilisés dans le mouvement révolutionnaire russe.
Arkadi Kremer est libéré de prison en 1900 et prend le chemin de l'exil, travaillant pour la Commission des affaires étrangères du Bund. Il va d'abord à Genève, mais en est expulsé et se rend alors à Londres. En 1902, il réalise un court voyage en Russie pour participer à une conférence clandestine social-démocrate à Białystok comme représentant du Bund. Lors de cette conférence, Arkadi Kremer appuie l'autonomie culturelle des travailleurs juifs et de l'autonomie d'organisation pour le Bund dans le POSDR, une position que le Bund adopte également au Deuxième Congrès du POSDR en 1903. En 1903, la position du Bund, soutenue avec force par Liber, est rejetée par Lénine et Martov, peu de temps avant que ne se constituent les fractions bolchevique et menchevik. Le Bund, voyant sa prétention à la représentation exclusive des travailleurs juifs dans l'empire russe et à l'autonomie au sein de la direction du POSDR repoussée, se retire du Congrès. Cela se produit avant la scission entre Lénine et Martov sur la question des conditions d'adhésion du parti : ce retrait permet à Lénine d'avoir finalement une légère majorité au Congrès.

### Dans la tourmente des révolutions et de la guerre mondiale
Lorsque la Révolution de 1905 éclate en Russie, Kremer retourne à Saint-Pétersbourg et s'implique dans le soviet de Saint-Pétersbourg. Il est arrêté à nouveau en 1907, alors que la Révolution tire à sa fin. Libéré en 1908, Arkadi Kremer se retire de l'action politique, mais reste membre du Bund. En 1912, il émigre en France, où il assure la liaison entre le Bund et les socialistes français. Arkadi Kremer travaille alors comme ingénieur. Dans les controverses amères qui ont divisé le mouvement socialiste européen avec le déclenchement de la Première Guerre mondiale, il joue un rôle mineur, bien qu'il semble avoir pris parti pour les supporters de l'Entente. En 1921, Kremer retourne à Vilnius, alors appelée Wilno, dans la Pologne nouvellement indépendante. Kremer y enseigne les mathématiques. Lui et son épouse Pati sont demeurés actifs au sein du Bund. 
Arkadi Kremer meurt en 1935 et est enterré avec tous les honneurs par les bundistes. 
Pati Kremer a survécu jusqu'en 1943. Elle été assassinée par les nazis quand ils liquidèrent le ghetto de Wilno.